# Llavis menors allargats
Llavis menors allargats o Sinus pudoris és una característica genètica que consisteix en una elongació natural dels llavis menors que en els casos més extrems arriben a penjar fins a 10 cm més enllà de la vulva.
És un tret que es troba en molts grups ètnics, però amb més freqüència entre els que pertanyen a l'ètnia Khoisan, per aquesta raó també s'ha conegut com a "davantal hotentot" (en francès tablier = "davantal") en referència al grup ètnic khoikhoi.
Aquest tret ja apareix comentat a documents del segle xvii però no es va documentar fins al segle xix.
En altres grups ètnics africans, com a Ruanda, els llavis s'allarguen intencionalment amb l'objecte de modificar l'aspecte de la zona genital femenina. Normalment una dona més gran de la mateixa família sotmet la xiqueta a la pràctica d'estirament dels llavis menors des de l'edat de quatre o cinc anys.

## Galeria

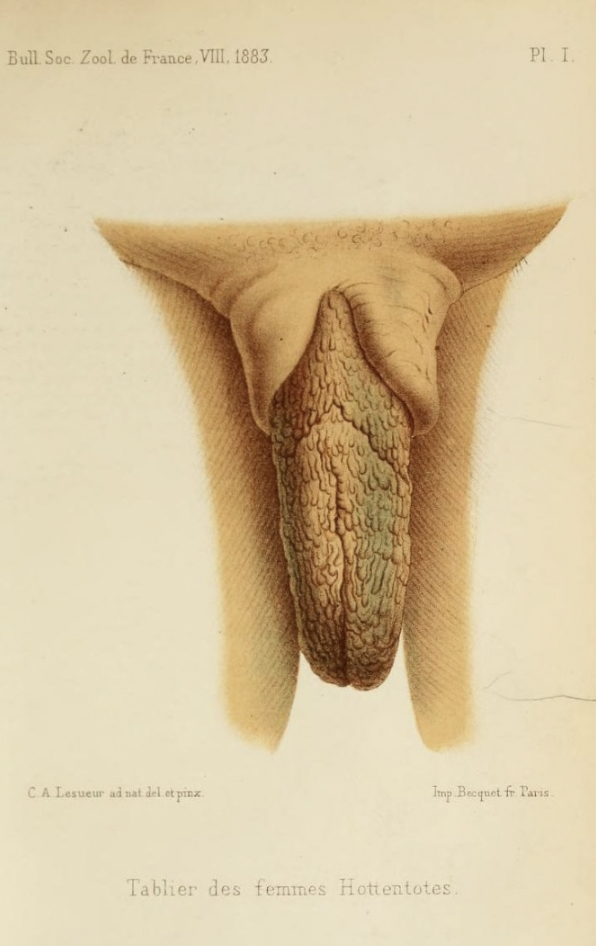
Llavis menors allargats
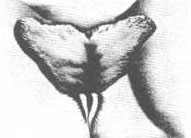
Llavis menors allargats oberts
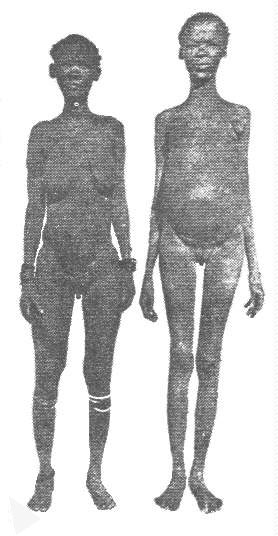
Dones khoisan amb llavis menors allargats visibles